# Zagęszczanie
Zagęszczanie – proces technologiczny polegający na zwiększeniu koncentracji składników suchej substancji, co w konsekwencji wpływa na jej utrwalenie. Usunięcie wody z produktów prowadzi do zmniejszenia ich objętości oraz masy, które są istotne przy określaniu zapotrzebowania na wielkość opakowania oraz wpływają na koszty transportu i magazynowania.
Większość metod zagęszczania polega na usunięciu wilgoci z materiału. Są również takie, które prowadzi się za pomocą zwiększania składników suchej substancji przez dodatek składników, np. sacharozy w technologii produkcji dżemów lub galaretek owocowych. Często zagęszczanie jest etapem pośrednim przed suszeniem i decyduje o jakości gotowego produktu (koncentratu) oraz o zmniejszaniu kosztów usuwania wody.
Metody zagęszczania:
- odparowanie wody,
- wymrażanie wody (kriokoncentracja),
- zagęszczanie metodami membranowymi (dializa, elektrodializa, osmoza, odwrócona osmoza, ultrafiltracja, odparowanie membranowe).

Zalety zagęszczonego materiału:
- zmniejszenie zapotrzebowania na opakowania,
- utrwalanie produktu,
- uzdatnianie produktu.